# Scrophularia depauperata
Scrophularia depauperata är en flenörtsväxtart som beskrevs av Pierre Edmond Boissier. Scrophularia depauperata ingår i släktet flenörter, och familjen flenörtsväxter. Inga underarter finns listade i Catalogue of Life.